# Nymf
För andra betydelser, se Nymf (olika betydelser).

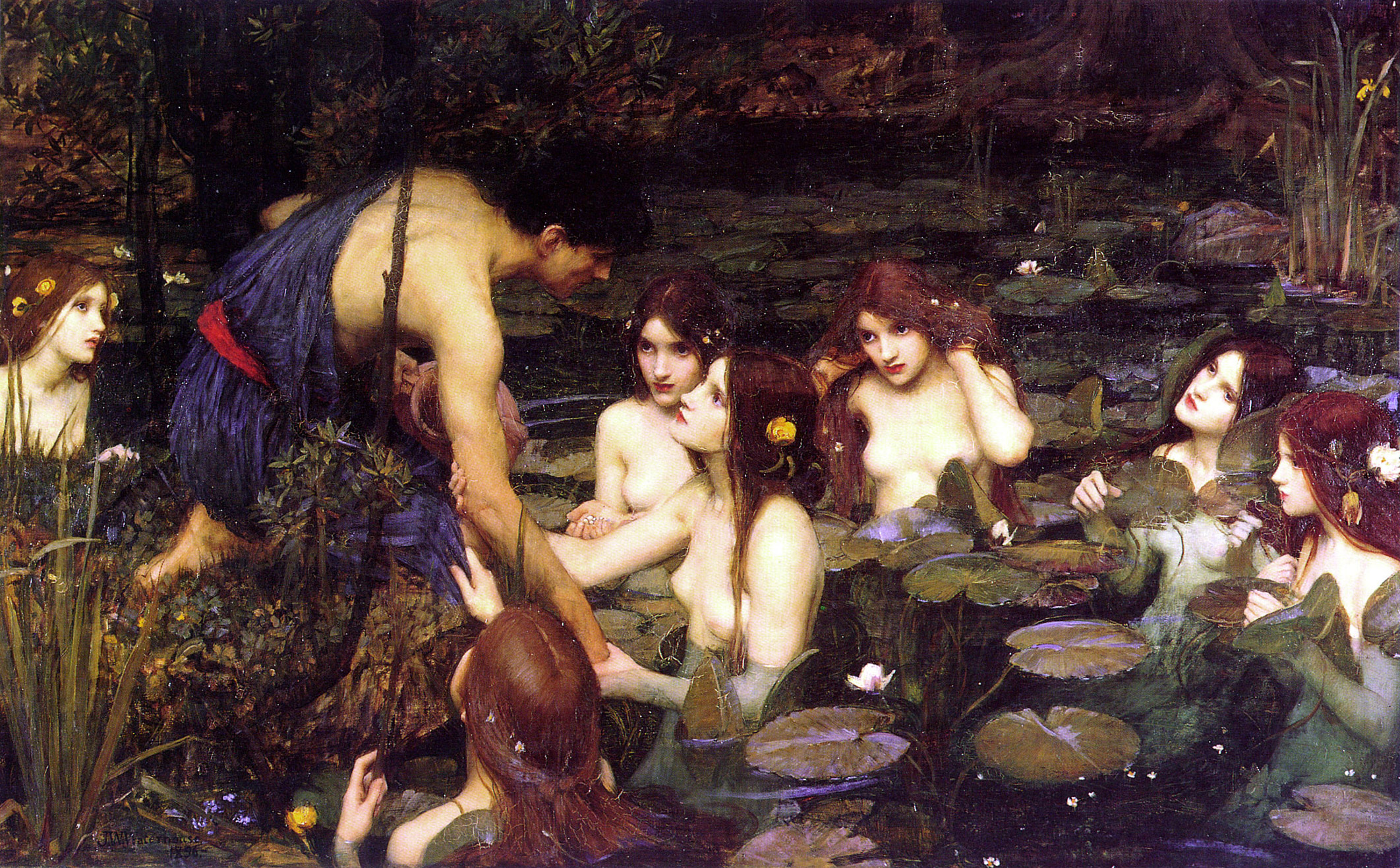
Hylas och nymferna av John William Waterhouse (1896).

Nymf är i Grekland en allmän benämning för unga fullvuxna flickor och även för unga gifta kvinnor. I grekisk mytologi är nymfer kvinnliga gudaväsen av lägre rang, nära förbundna med naturlivet. De är unga, vackra kvinnor som strövar omkring under sång och dans. De befolkar främst olika områden av naturen och har ofta förbindelse med åtskilliga gudar av högre rang.

## Beskrivning
Nymferna är personifikationer av de kreativa och utvecklande aktiviteterna i naturen. Det grekiska ordet νύμφη (nymfe) betyder bland annat "gemål" och "beslöjad" och avser alltså en gift eller giftasvuxen kvinna.
Nymferna verkar i berg, lundar, källor, floder, dalar och grottor. De associeras vanligen med gudomligheter som Artemis, Apollon, Dionysos, Pan och Hermes, men flyr undan satyrernas lystna och efterhängsna släkte.
I språkbruket på bland annat Carl Michael Bellmans tid används ordet nymf om en ung kvinna med bibetydelsen glädjeflicka.

## Klassificering av nymfer
Vanligtvis klassificeras nymferna efter naturelementen som de är knutna till:
- Landnymfer
  - dryader eller hamadryader, trädnymfer
  - napaiader, bergdals- och lundnymfer
  - oreader, bergs- och grottnymfer
- Vattennymfer
  - okeanider, havsnymfer, döttrar till Okeanos
    - atlantider, döttrar till Atlas
    - nereider, representanter för Medelhavet

  - najader, färskvattennymfer
    - limnader, sjönymfer
    - potamider, flodnymfer
- Övriga nymfer
  - plejader, döttrar till Atlas och Pleione, en av okeaniderna
  - hyader, döttrar till Atlas och Pleione

## Namngivna nymfer
- Alkyoniderna: Phosthonia, Anthe, Methone, Alkippa, Pallene, Drimo och Asterie.

| - Brisa - Dafne - Drypos - Echo - Eurydike - Ide (nymf) | - Iynx - Kalypso - Konssia - Salamakis - Syrinx (nymf) - Xenia |

Okeanider
- Asterope

Nereider
- Amfitrite

Najader
- Danaiderna: Autonoe, Theano, Elektra, Kleopatra, Eurydike, Glaukippe, Antheleia, Kleodore, Euippe, Erato, Stygne och Brykne.

| - Aba - Abarbaree - Adrasteia - Aganippe - Aia - Aigine - Akraia - Alexirhoe | - Amymone - Dirke - Derketis - Ismenis - Metope - Pegasis - Polyxio - Strophia |

Dryader
- Hamadryaderna: Aigeiros, Ampelos, Balanos, Karya, Kraneia, Morea, Ptelea, Syke och deras mor:
- Hamadryas